# Кашине Деверзи (Кунео)
Кашине Деверзи је насеље у Италији у округу Кунео, региону Пијемонт.
Према процени из 2011. у насељу је живело 2 становника. Насеље се налази на надморској висини од 916 м.